# Star 244

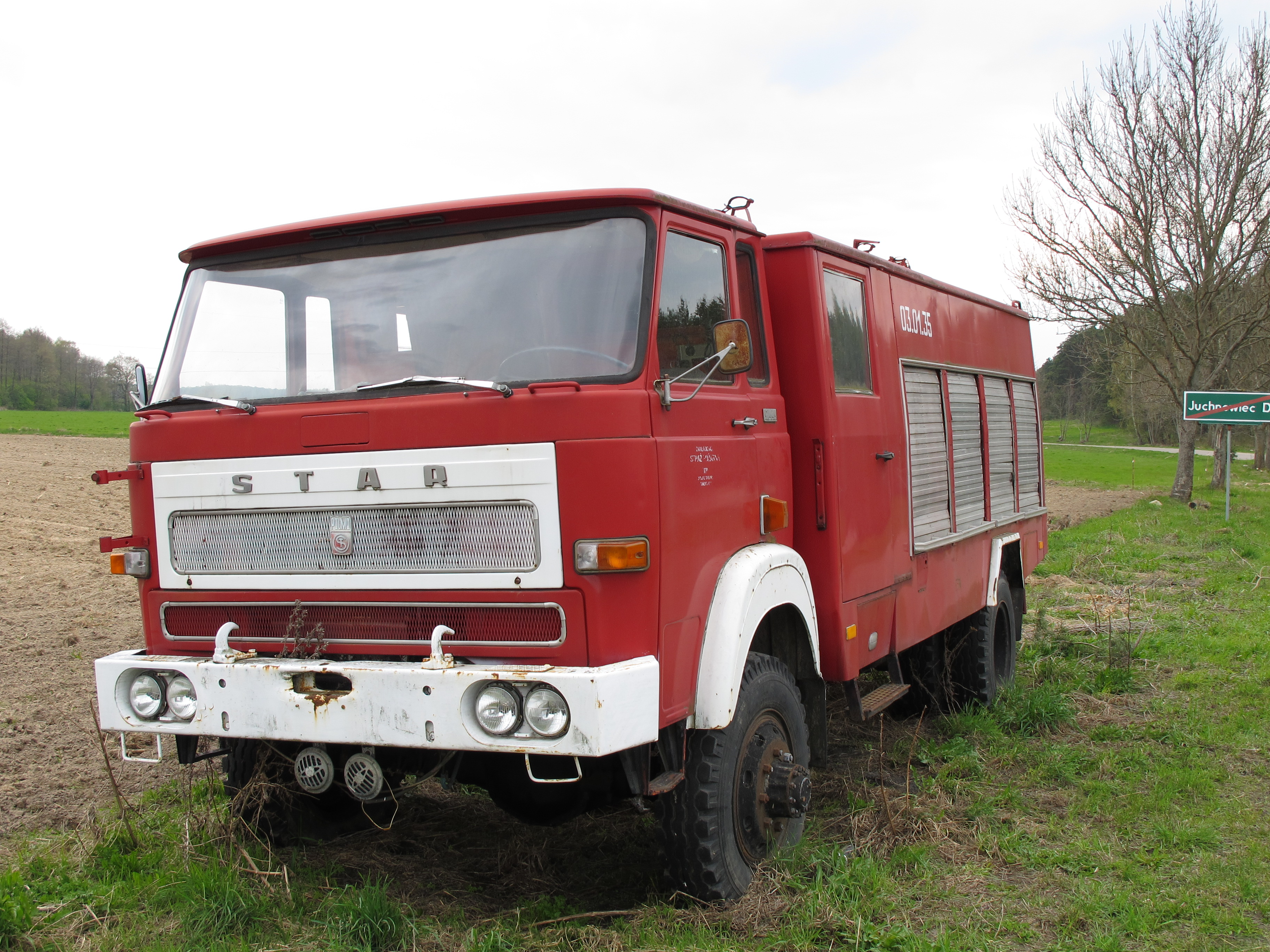
Pożarniczy Star 244 (Jelcz 008) ze starym typem kabiny

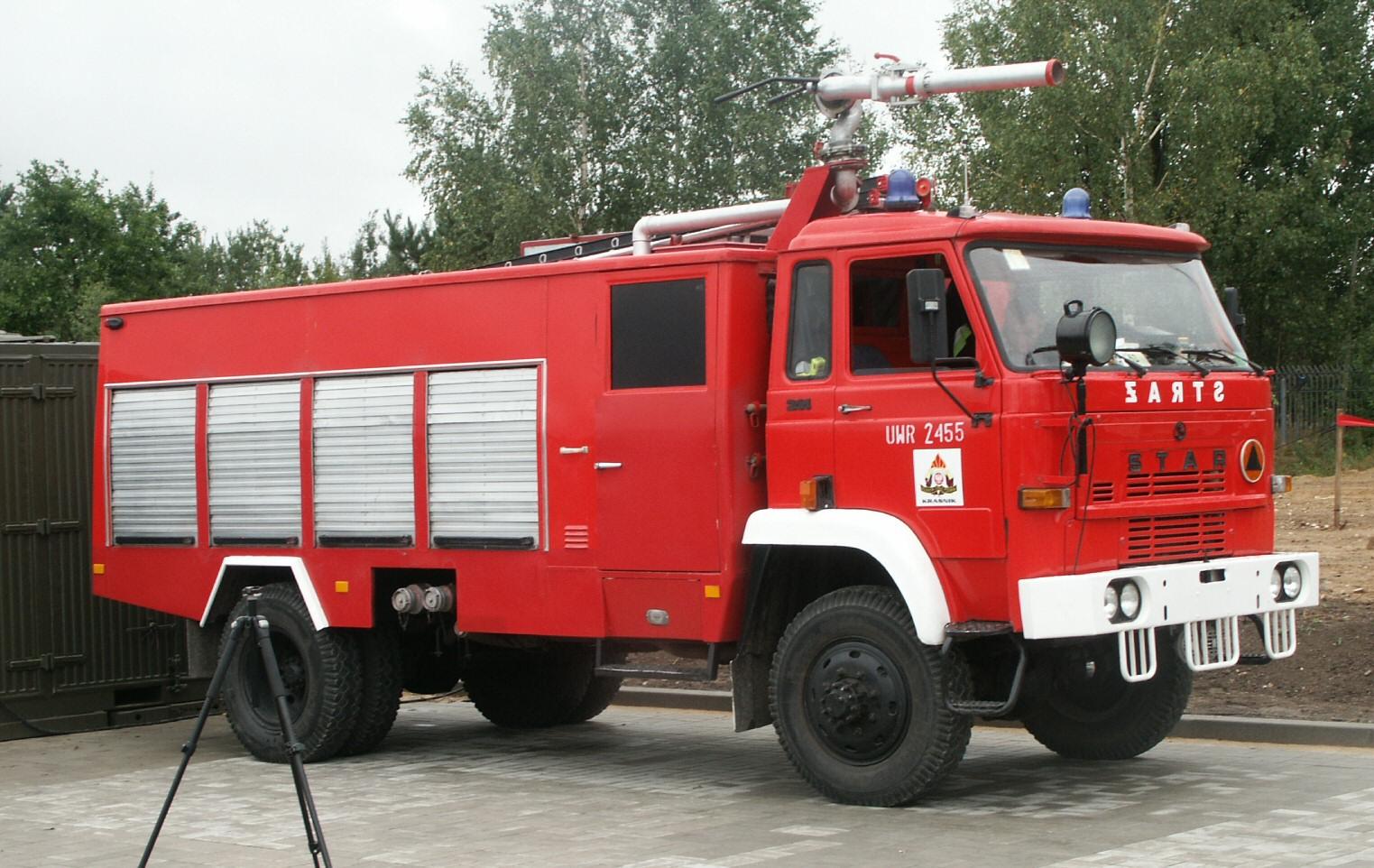
Star 244L z zabudową pożarniczą

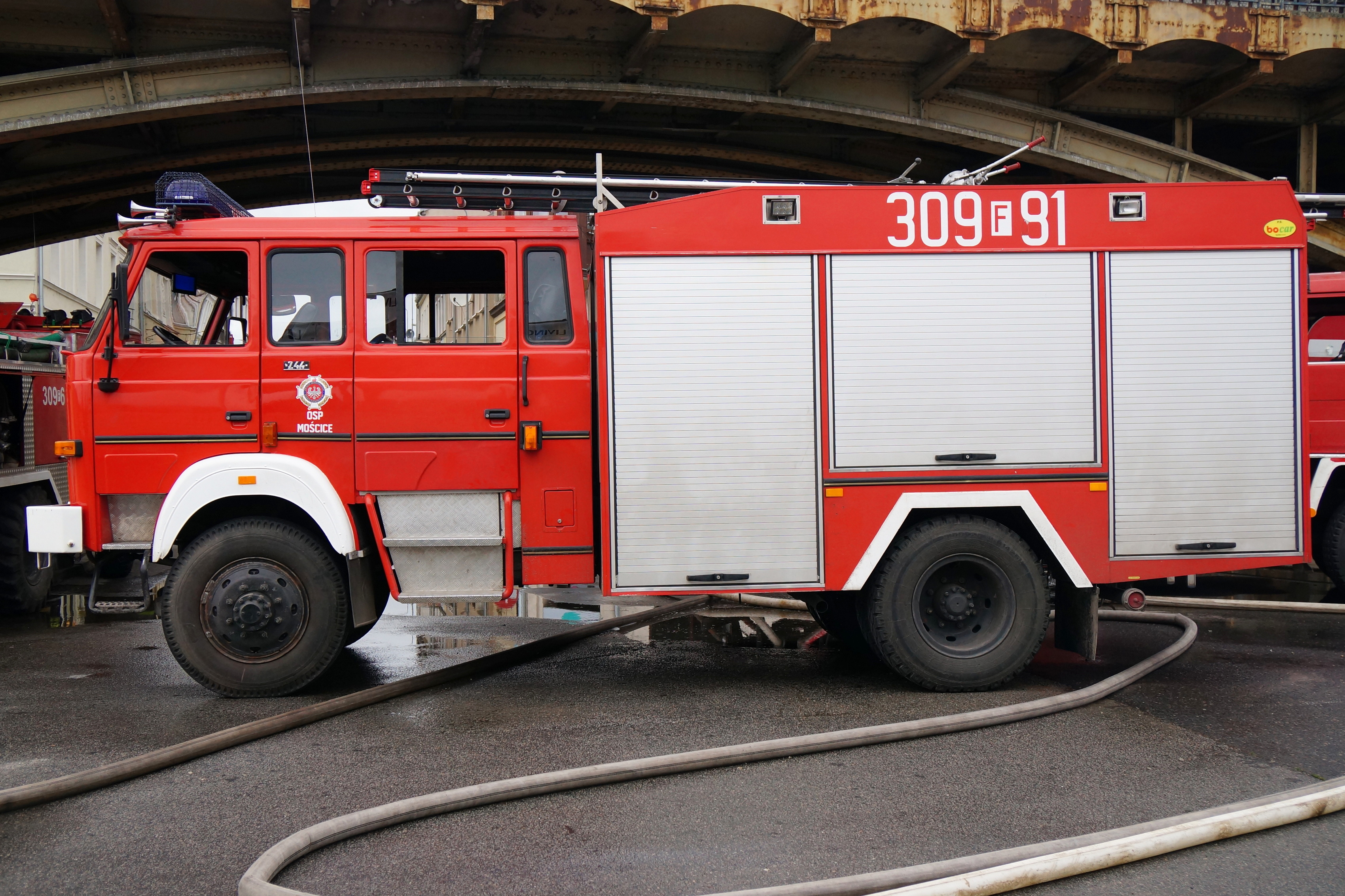
Star 244L o przedłużonej kabinie

Star 244 – samochód ciężarowy, produkowany przez polską firmę FSC Star w Starachowicach.
W 1965 roku Fabryka Samochodów Ciężarowych w Starachowicach rozpoczęła prace nad nową serią aut oznaczoną jako „200”. Miała zastąpić modele serii 28/29. Skonstruowano wtedy dwa prototypy: szosowego Stara 200, oraz jego uterenowioną odmianę nazwaną 244. Oba pojazdy miały jeszcze kabiny z modelu 28/29.
Model 244 był produkowany bez większych zmian do roku 2000 (niektóre źródła podają do 1998r.). W 1987 roku auto otrzymało unowocześnioną kabinę z lekko zmienionym wyglądem zewnętrznym (ściana przednia, dach, drzwi, błotniki z nadkolami, stopnie wejściowe, zegary deski rozdzielczej).
Dla Wojska Polskiego dostarczono 927 samochodów Star 244.

## Historia

### Egzemplarz doświadczalny
Na przełomie lat 1969-1970 wykonano partię próbną 10 szt. modelu 200, a z nią egzemplarz doświadczalny modelu 244. Auto w barwach wojskowych, ze skrzynią ładunkową i plandeką było opracowane i testowane we współpracy z Wojskowym Instytutem Techniki Pancernej i Samochodowej w Sulejówku (podobnie jak Star 266). Zbudowana w oparciu o podzespoły Stara 200 konstrukcja miała być odpowiedzią na zapotrzebowanie gospodarki, szczególnie rolnictwa, leśnictwa, budownictwa, energetyki, a także służb mundurowych, tj. wojska i straży pożarnej.

### Model seryjny Star 244
Seryjny model 244 przedstawiono w roku 1975 jako podwozie i samochód skrzyniowy. W Zakładzie Zaplecza Technicznego FSC zmontowano partię próbną 50 szt. Samochód miał kabinę typu 642 z ogrzewaniem i wentylacją, 2-miejscową. Sercem auta był silnik S359, rzędowy, 6-cylindrowy, o pojemności 6842 cm³ i mocy 150 KM (110 kW). Prędkość maksymalna wynosiła 82 km/h a spalanie 26 l/100 km. Przeniesienie napędu na cztery koła odbywało się przez 5-biegową skrzynię ZF S5-45, oraz 2-biegową skrzynkę rozdzielczą. Ładowność auta wynosiła 5000 kg. Zastosowano zawieszenie na resorach półeliptycznych z przodu i z tyłu. Star 244 mógł pokonywać przeszkody wodne o głębokości 120 cm (z uwagi na filtr powietrza umieszczony nisko za tylnym lewym nadkolem kabiny), oraz podjazdy o nachyleniu wzdłużnym do 45° i poprzecznym 26°. Miał kąty natarcia/zejścia odpowiednio 40°/27°.

### Inne wersje
- wersja Star 3W244 – zaprezentowana w 1976 r. wersja z nadwoziem samowyładowczym produkcji SHL-Kielce.
- prototyp Star 244R – auto wyposażone w samowyładowczą skrzynię ładunkową znaną z wersji sztywne, opracowane w 1977 r.na potrzeby rolnictwa. Wersja ta jednak nie spełniła oczekiwań.
- Star 244RS (R-rolniczy, S-specjalny) – powstał w odpowiedzi na potrzeby rolnictwa oraz gospodarstw wielkotowarowych (PGR, RSP, SKR). Fabryka zawarła ze Zjednoczeniem Technicznej Obsługi Rolnictwa porozumienie, zgodnie z którym wyposażenie specjalne nowej wersji miało być wykonywane w jednej z podległych placówek. Przewidywana produkcja miała wynosić ok. 2-2,5 tys. Wybór padł na Państwowy Ośrodek Maszynowy w Lubsku w woj. zielonogórskim. Tam wykonano tzw. szczelną skrzynię ładunkową. Pierwszą partię 50 szt. aut wykonano w 1979 roku. Dzięki napędowi 4x4 auto mogło pracować w trudnych warunkach terenowych. Reduktor pozwalał na jazdę w zakresie od 3 do 82 km/h. Oznaczało to możliwość współpracy z wszelkimi maszynami rolniczymi podczas prac polowych. Wspomniana skrzynia ładunkowa miała pojemność odpowiednio 4,0/6,5/15,0 m³ (niska/z nakładkami/z nadstawką). Zamykana/otwierana była za pomocą systemu rolkowo-linkowego i przystosowana do montażu opończy z plandeką. Auto miało ładowność 5000 kg, masę całkowitą 11 050 kg, a z przyczepą 19 555 kg. Konstrukcja różniła się od pozostałych wersji zastosowaniem rozwiązań z wojskowego Stara 266. Filtr powietrza – multicyklonowy, z szeregiem elementów zawirowujących powietrze – umieszczono na tylnej ścianie kabiny po stronie pasażera. Dzięki niemu Star 244RS mógł pracować w wysokim zapyleniu – do 1,5 g/m³ (normalnie 0,05-0,08 g/m³). Zastosowanie doszczelnienia elementów gumowych i łożysk przed wodą, oraz uszczelnienie lamp pozwalało na pracę przy wilgotności 98%. Wspomniane rozwiązania umożliwiały również pokonywanie przeszkód wodnych o głębokości do 180 cm. Była to najkrótsza seria samochodów Star.
- Star 244L – model wydłużony, zaprezentowany na Targach Poznańskich w 1978 r. Wersja 244L otrzymała nadwozie pożarnicze typu „005” wykonane w Jelczańskich Zakładach Samochodowych.
- Star 3W244R – opracowany i zmontowany (50 egz.) przez SHL-Kielce w 1978 r. Była to trójstronna wywrotka do przewozu płodów rolnych, o ładowności 5000 kg, wyposażona w podwyższone burty.